# T-바이러스
T-바이러스(Tyrant Virus)는 캡콤의 게임 바이오하자드 시리즈 및 그 파생 작품에 등장하는 가공의 바이러스이다. 게임 중에 등장하는 가공의 제약 기업 엄브렐라 코퍼레이션에 의해 개발 된 후, 생체 병기 연구 용도로 전용되었다. 시리즈 중 "4" "5"에서는 사건의 원흉은 기생충 플라가이기 때문에 이야기에 직접 관계하지 않지만 엄브렐러 사의 발단과 연구 과정을 이야기하는 형태 등으로 등장한다.